# Monument du camp de Buttafoco
Le monument du camp de Buttafoco, également appelé monument aux morts du camp du comte de Buttafoco,  la pierre ou la stèle inaugurale de la ville de Batna, est un monument conçu par le colonel Jean-Luc Carbuccia et érigé à son initiative le 19 août 1849 pour commémorer la prise des lieux par l'armée française.
Initialement situé à l'entrée nord de l'actuelle ville de Batna en Algérie, le monument a subi de nombreuses dégradations tout au long de son existence, notamment durant l'insurrection de 1871 ou lors de son extraction dans les années 1990 puis de son déplacement pour construire une nouvelle gare routière à son emplacement initial entre 2008 et 2013. Il se trouvait alors devant la nouvelle gare routière de la ville, et en 2014 le monument est déplacé une nouvelle fois vers la fourrière communale de la ville. Sa hauteur est de 1,5 m et sa largeur de 1 m. Des inscriptions sont gravées sur deux côtés de la stèle.

## Dénomination
Selon les ouvrages et articles de presse, le monument est appelé de différentes manières. Dans son ouvrage Si Batna m'était contée, l'essayiste Kamel Chibani le nomme « Monument aux morts du camp du comte de Buttafoco » tout en indiquant que son concepteur, le colonel Carbuccia, le nommait « Monument du camp de Buttafoco ». Dans des articles de presse parus dans les journaux algériens :  Liberté et El Watan, rédigés par Rachid Hamatou. Le journaliste utilise la périphrase « pierre » ou « stèle inaugurale de la ville de Batna » en faisant référence au fait que ce fut le premier monument édifié lors de la création officielle de la ville,.

## Histoire

### Contexte
Au début de la conquête de l'Algérie par la France, quelques berbères chaouis avaient fait partie de l'armée du dey d'Alger. Ceux qui ont pu regagner les Aurès ont prévenu les autres montagnards d'une possible invasion. Quand Constantine tomba en 1837, Ahmed Bey se réfugia dans les Aurès, et commença à préparer une nouvelle révolte dont l'intensité augmenta au fur et à mesure de l'approche des armées françaises. L'émir Abdelkader envoya à son tour son khalifa Mohamed Seghir dans les Aurès pour soulever les Chaouis.
En 1844, le 2e escadron accompagné d'une cinquantaine de chevaux est commandé par le colonel Buttafoco. Ils partent le 7 février et arrivent le 9 au camp Batna. Le colonel Buttafoco occupe le lieu avec une équipe d'artillerie et 1000 hommes d'infanterie. Les troupes, commandées par le duc d'Aumale, restent jusqu'au 21 février pour préparer l'expédition vers le Ziban. Le duc laisse une petite garnison au camp Batna, le 25 février.
En 1848, le duc d'Aumale devait se diriger vers le sud de Constantine afin de maîtriser les tribus berbères cantonnées à travers tout le massif auressien et permettre une percée vers le Sud du pays,. Accompagné d’officiers supérieurs de l’armée coloniale, dont le lieutenant-colonel Bedeau, il prit possession du lieu-dit Bathent (actuelle Batna) où il érigea le monument,, afin d'y établir un camp militaire.
Le 19 août 1849, Viala Charon, gouverneur général d'Algérie, fonde la ville de Batna dont la pierre marque l'inauguration.

### Édification et premières destructions

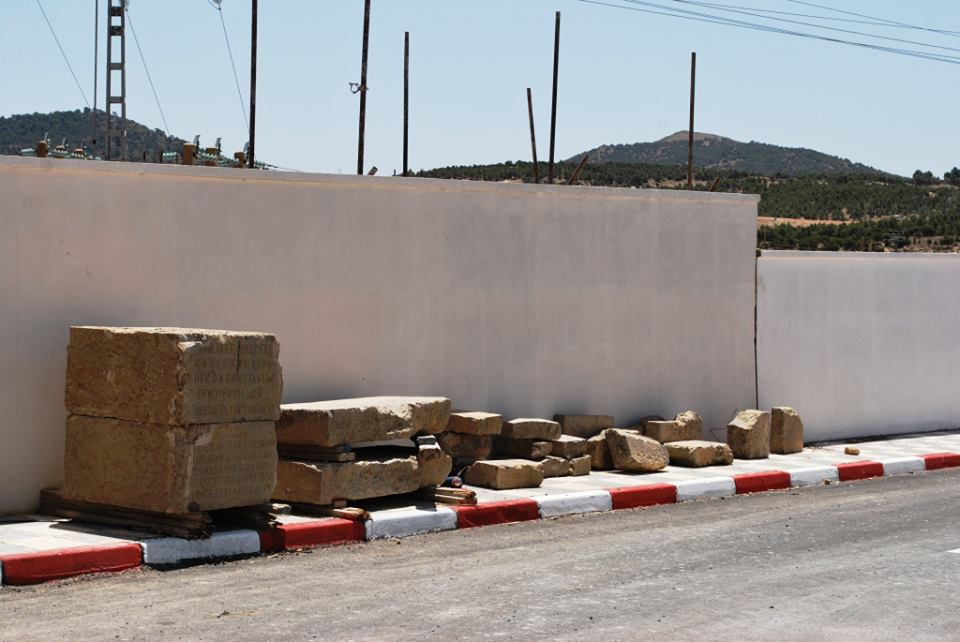
L'état du monument en 2013 devant la nouvelle gare routière.

Le monument a été conçu par le colonel Jean-Luc Carbuccia et a été érigé le 19 août 1849 à l'initiative de ce dernier comme indiqué sur sa face occidentale. Les deux faces furent gravées en même temps.
Le monument était situé sur un monticule près d'Oued El Gourzi, appelé le pont rouge, à l'emplacement actuel de la station d’épuration des eaux usées, à l'intérieur du quartier le Camp dit localement: Dar el ginéral (maison du général).
Selon Kamel Chibani, le monument fut détruit pendant l'insurrection de 1871, lors de l'attaque de Batna dans la nuit du 25 avril 1871, par les tribus révoltées qui voyaient en lui un symbole de l'occupation des lieux par les Français. Il ne reste aucun indice sur le devenir de la partie supérieure du monument.

### Déplacement dans les années 90
Le monument fut vandalisé par des tags et une partie du monument a été détruite durant les années 1990. Il aurait perdu son socle pendant la même période, lors de son extraction puis de son déplacement pour la réalisation entre 2008 et 2013 d'une nouvelle gare routière à la sortie nord-est de la ville,,. Pendant la construction de cette dernière, le monument est resté devant la gare routière et il se cassa en quelques fragments. Puis en 2014, il est déplacé vers la fourrière communale de la ville de Batna,.
Selon les autorités locales, la direction de la culture a été chargée de procéder à la restauration du monument. Mais, selon les membres de l’association les Amis de Batna, ce projet n'a pas été réalisé, car la pierre inaugurale représente un legs colonial pour un groupe influent qui se revendique révolutionnaire.

## Description
La hauteur totale du monument, dans son état de conservation en 2015, est de 1,5 m. Le socle mesure à sa base 1,3 m de côté. La partie supérieure, cubique, fait 1 m de côté et 1,13 m de haut. Les faces est et ouest ont été gravées la même année.
| Texte de la face est[13] | Explication[13] | Texte de la face ouest[14] | Explication[14] |
| --- | --- | --- | --- |
| ARMEE D'ALGERIE GR. GAL. MAR. BUGEAUD DON DE CONSTANTINE COMM. S.A.R. DUC D'AUMALE DEFENSE DES IO II 12 mars COM.Ct DE BUTTAFOCO.Lt COL. 31 11. ART.22-31 DE LIGNE 3.B. DAF 3. CHAS. D'AFR. SPAHIS 1844 | Armée d'Algérie Gouverneur général Maréchal Bugeaud Division de Constantine Commandant Son Altesse Royale Duc d'Aumale Défense des IO II 12 mars Commandant Comte De Buttafoco lieutenant-colonel 1er Artillerie 22-31 de ligne 3e Bataillon d'Afrique 3e Chasseur d'Afrique spahis 1844 | ARMEE D'ALGERIE GOUV.G. G. CHARON DIV. DE CONSTANTINE GEN. HERBILLON SUB.D.DE BATNA COL.CARBUCCIA PLACE INTEND.BUR.ARABE 1 ART.1 GENIE LEG.ETRANGE 2°REG 3 °CHAS. D'AFR. 3°SPAHIS 3° ESC.TRAIN) (HOPIT.ADM ERIGEE LE 19 AOUT 1849 | Armée d'Algérie Gouverneur général Général Charon Division de Constantine Général Herbillon Subdivision de Batna Colonel Carbuccia Place Intendant bureau arabe 1er d'Artillerie de la Légion Étrangère, 2e Régiment 3e Chasseur d'Afrique, 3e Spahis 3e Escadron Train) (Hôpital Administration Érigée le 19 août 1849 |

Les deux faces du monument avec leurs inscriptions.
Les dimensions du monument.